# 林志澄
林志澄，祖籍广东新会县，出生在加拿大温哥华市。中华人民共和国政治人物。
担任广州市工商业联合会主任委员、全国工商联执行委员、民建中央副主任委员。1954年，当选第一届全国人民代表大会代表。